# Gur
Gur, grana zapadnosudanskih naroda naseljenih u području država Burkina Faso i sjeverne Gane i Togoa. Oko 20,000,000 ljudi govori 96 jezika koji pripadaju porodici gur. Glavni predstavnici su plemena koja govore jezicima skupina Bariba, Bwamu, Kurumfe, Buli-Koma, Biali, Ditammari, Mbelime, Waama, Gurma, Yom-Nawdm, Notre, Birifor, Dagaari, Farefare, Mòoré, Safaliba, Wali, Dagbani, Hanga, Kamara, Kusaal, Mampruli, Kantosi, Dogoso-Khe, Dyan, Gan-Dogose, Grusi, Kirma-Tyurama, Kulango, Lobi, Senufo (s Karaboro, Kpalaga, Nafaanra, Senari, Suppire-Mamara i Tagwana-Djimini), Teen, Tiefo, Tusia, Viemo i Wara-Natioro.

## Vanjske poveznice
- Gur
- Gur jezici